# Morembert
Morembert – miejscowość i gmina we Francji, w regionie Grand Est, w departamencie Aube. Nazwa miejscowości pochodzi oznacza "góra (mons) Ragneberta".
Według danych na rok 1990 gminę zamieszkiwało 28 osób, a gęstość zaludnienia wynosiła 11 osób/km².

## Przypisy

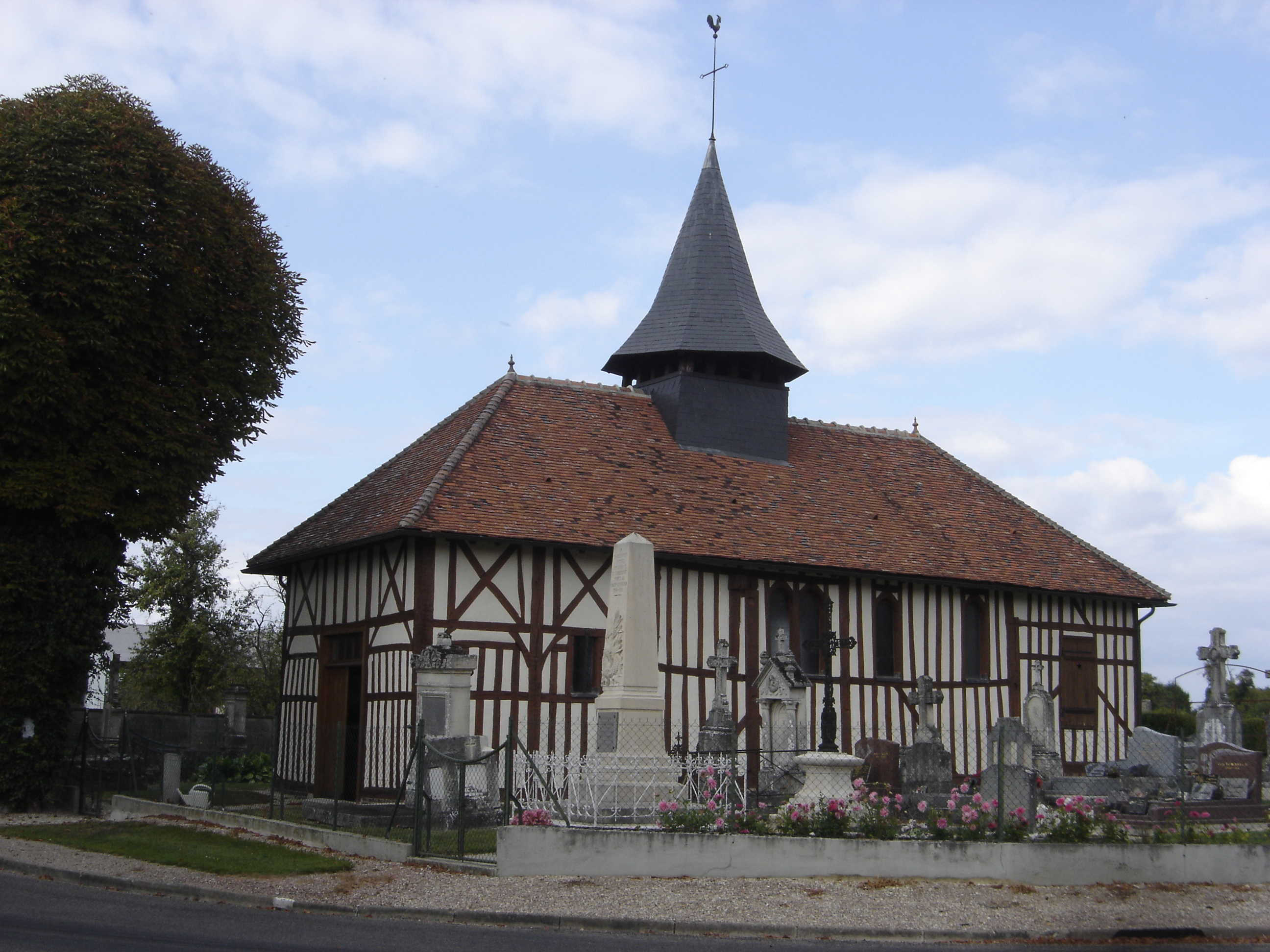
Kościół w Morembert, 2009